# Площа Кальмана Селля
47°30′25″ пн. ш. 19°01′27″ сх. д. / 47.507083° пн. ш. 19.024194° сх. д.
Площа Кальмана Селля (угор. Széll Kálmán tér; у 1951—2011 — Московська площа, угор. Moszkva tér) — площа у Будапешті та станція лінії M2 (Схід-Захід) метрополітену в Будапешті.
Це один із найбільших транспортних вузлів міста (поряд із площею Жигмонда Моріца південніше), це станція пересадки метро лінії 2, трамвайних маршрутів 4, 6, 17, 56, 56A, 59, 59A, 59B, 61 та автобусних маршрутів 5, 16, 16A, 21, 21A, 22, 22A,39, 91, 102, 116, 128, 129, 139, 140, 140A, 142, 149, 155, 156, 222. Кілька автобусів прямують до популярних туристичних місць пагорбів Буда, тому ця площа є місцем зустрічі туристів, котрі вирушають на екскурсії. Цю площу вважають центром Буди через транспортну значущість, а також наявність крамниць, таких як великий торговельний центр Mammut. Замку Буда легко дістатися звідси або пішки, або автобусами маршрутів 16, 16A чи 116.

## Історія
Місцевість, яка спочатку не мала назви, отримала назву Széll Kálmán tér (Площа Кальмана Селля) у міжвоєнний період за іменем тодішнього прем'єр-міністра. Після окупації Радянським Союзом, а також захоплення влади комуністами, в 1951 році площу перейменували на Московську (Moszkva). Після падіння комуністичних режимів у Східній Європі, точилися суперечки щодо повернення площі старої назви «площа Кальмана Селля», і після тривалих дискусій історичну назву повернули в травні 2011.
Протягом першої частини Революції 1956 року радянські війська (які в той час розташовувалися у західній частині країни, поблизу Секешфегервара) намагалися захопити місто починаючи із цієї площі. Ця спроба виявилася невдалою і країна лишилася вільною до радянського вторгнення у листопаді 1956 року.

## Галерея

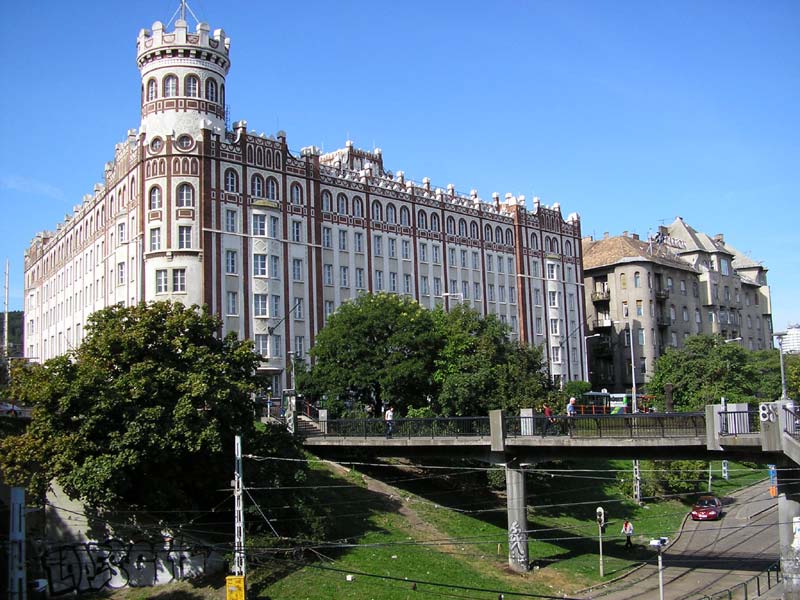
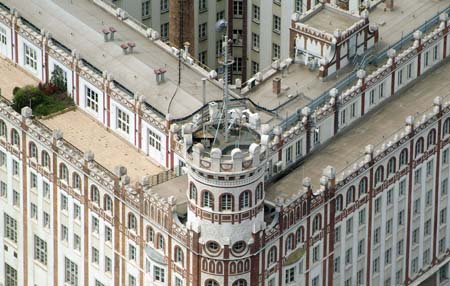
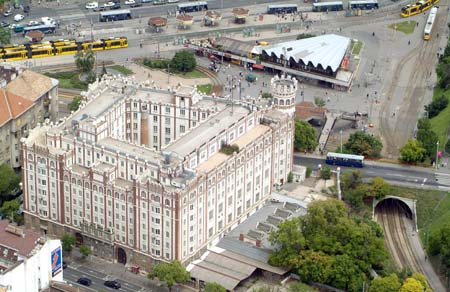
Аерофото будівлі пошти